# Coeficient d'utilització
En il·luminació, el coeficient d'utilització (CU) és una mesura de l'eficiència d'una lluminària en la transferència d'energia lumínica a la superfície de treball en una àrea determinada.
El CU és la proporció de lúmens que incideixen des d'una lluminària sobre una superfície de treball en relació als lúmens emesos pel llum sense la lluminària. També s'entén com CU (normalment expressat en percentatge) al flux lluminós rebut sobre una superfície de treball. Per exemple, una mica de llum emesa per la lluminària pot sortir de la superfície de treball desitjada i, per tant, es malgasta. El CU mesura la llum aprofitada en la superfície desitjada com un percentatge de la llum total emesa pel focus emissor.